# Adiantum lobatum
Adiantum lobatum är en kantbräkenväxtart som beskrevs av Kze. Adiantum lobatum ingår i släktet Adiantum och familjen Pteridaceae. Inga underarter finns listade.